# チェルネカ・ジョンソン
チェルネカ・リー・ジョンソン（Cherneka Lee Johnson、1995年3月3日 - ）は、オーストラリアのプロボクサー。現WBA・WBC・IBF・WBO女子世界バンタム級統一王者。元IBF女子世界スーパーバンタム級王者。世界2階級制覇王者。オーストラリア出身ボクサーとしては男女通じて初の4団体王座統一を果たした人物。

## 来歴
ニュージーランド・タウランガ出身。マオリの血を引いている。12歳の時にオーストラリアに移住。

### アマチュア時代
2011年にボクシングを始め、同年のジュニア戦選手権優勝やオーストラリア選手権優勝などアマチュアで活躍。

### プロ時代
2016年プロ転向。4月9日、Napaporn Ruengsuwanに1回TKO勝利。
デビュー7連勝後の2017年12月9日、Gretel de Pazに判定勝利しWBA女子オセアニアバンタム級王座獲得。
2018年3月17日、Rungnapha Kaewkrachangを4回TKOで降しWIBA王座獲得とともにWBAオセアニア王座初防衛。
デビュー13連勝後の2021年3月13日、シャノン・オコネルとのWBA女子バンタム級ゴールド王座決定戦に臨むが、1-2判定でプロ初黒星。
2022年4月20日、メルボルンにてMelissa EsquivelとのIBF女子世界スーパーバンタム級王座決定戦に臨み、2-0判定で王座獲得。
2022年10月16日、スージー・ラマダン相手にIBF王座の初防衛戦を行い、3-0判定で初防衛成功。
2023年6月10日、ロンドンのウェンブリー・アリーナにてエリー・スコットニー相手にIBF王座の2度目の防衛戦を行うが、10回0-3判定で敗れ王座から陥落した。
2024年5月12日、西オーストラリア州パースのRACアリーナにてWBA女子世界バンタム級王者のニーナ・ヒューズに挑み、10回2-0（96-94、98-92、95-95）判定で勝利しヒューズにプロ初黒星を与えるとともに2階級制覇達成。
2025年3月22日、ニューサウスウェールズ州シドニーにて前WBA女子世界バンタム級王者のニーナ・ヒューズとダイレクトリマッチで再戦し、7回中にヒューズ陣営からタオルが投入されたため46秒TKO勝ちを収め初防衛に成功。

#### バンタム級4団体王座統一
2025年7月11日、ニューヨークのマディソン・スクエア・ガーデンでIBF女子世界バンタム級王者のシュレッタ・メトカーフとWBA・WBC・IBF・WBO女子世界同級王座統一戦を行い、4回に連打でダウンを奪い、ドクターストップで9回2秒TKO勝ちを収め4団体王座統一を果たし、オーストラリア出身ボクサーとしては男女通じて史上初の4団体統一王者となり、リングマガジン王座も獲得した。当初メトカーフはWBC・WBO女子世界同級王者のディナ・ソルスランドと3団体王座統一戦を行う予定だったが、同年6月6日にソルスランドの第二子妊娠が発覚し、同日付でソルスランドが自身の持つ両王座を返上した上でWBA女子世界同級王者のジョンソンが代役出場し、ジョンソンのWBA女子王座とメトカーフのIBF女子王座、そして空位となったWBC・WBO女子王座を賭けた4団体王座統一戦として行われた。

## 獲得タイトル
- WBA女子オセアニアバンタム級王座
- WIBA世界バンタム級王座
- IBF女子世界スーパーバンタム級王座（防衛1）
- WBA女子世界バンタム級王座（防衛2）
- IBF女子世界バンタム級王座（防衛0）
- WBC女子世界バンタム級王座（防衛0）
- WBO女子世界バンタム級王座（防衛0）
- リングマガジン女子世界バンタム級王座